# Wapen van Hagestein

Wapen van Hagestein

Het wapen van Hagestein werd op 11 september 1816 door de Hoge Raad van Adel aan de gemeente Hagestein, toentertijd in Utrecht gelegen, in gebruik bevestigd. Op 1 januari 1821 werd de gemeente bij Zuid-Holland ingedeeld. Op 1 januari 1986 werd Hagestein onderdeel van de gemeente Vianen. Het wapen van Hagestein is daardoor komen te vervallen. In het wapen van Vianen zijn geen elementen overgenomen uit het wapen van Hagestein. Sinds 1 januari 2002 ligt de voormalige gemeente Vianen in Utrecht.

## Blazoenering
De blazoenering van het wapen luidde als volgt:
Van lazuur beladen met 2 fascen, waarvan die en chef gebretesseerd en die en pointe contrabretesseerd, alles van goud.
De heraldische kleuren zijn lazuur (blauw) en goud (geel). Dit zijn de rijkskleuren. Het schild wordt gedekt door een antieke gravenkroon.

## Geschiedenis
In 1382 kreeg de stad stadsrechten van Jan V van Arkel, Heer van Hagestein, waarbij dit wapen verleend zou zijn. Het lijkt verwant aan het familiewapen van Van Arkel, die in de omgeving meerdere bezittingen had. Waarschijnlijk zijn de kleuren bij de aanvraag niet gespecificeerd en is het wapen daarom verleend in de rijkskleuren blauw met goud.